# Huzulische Sezession
Die huzulische Sezession (auch Karpatenstil oder ostgalizischer Stil) ist ein Baustil, der sich im östlichen Galizien, insbesondere in Lemberg, im späten 19. und frühen 20. Jahrhundert entwickelt hat. Die Architekten strebten nach einem nationalen ukrainischen Stil, der auf der lokalen Volksarchitektur basiert, aber auch Elemente anderer regionaler Sezessionsstile enthält, insbesondere der Wiener Sezession. Die huzulische Sezession findet auch in anderen Kunstgattungen Ausdruck, darunter in der Malerei, Bildhauerei und der angewandten Kunst.

## Historischer Hintergrund
Die huzulische Sezession ist, ebenso wie andere Stile des Fin de Siècle, von dem Übergang von Historismus zur Moderne geprägt. In Folge des spürbaren Wandels der Gesellschaft und der Zunahme von avantgardistischen Bestrebungen reagierten einige Künstler und Architekten mit einer starken Betonung ihres Nationalbewusstseins. Inspiriert von der aufblühenden Sezessionsbewegung in anderen Teilen von Österreich-Ungarn begann das multinationale Königreich Galizien und Lodomerien einen eigenen national geprägten Stil zu entwickeln. Die sich daraus entwickelnde huzulische Sezession stellt die größte architektonische Entwicklung in Ostgazilien dar. 1890 versuchte der Lemberger Architekt Julian Zachariewicz die Ästhetik der huzulischen Sezession zu verfeinern; etwas später wurden die theoretischen Grundlagen von Edgar Kováts in dem Buch The Zakopane Way (1899) und von Kazimierz Mokłowski in einer Reihe von Artikeln und dem Buch Folk Art in Poland vorgestellt.
Der starke Bezug auf die Volkskunst kann als eine Reaktion auf die Urbanisierungsprozesse in Europa und als eine „Flucht vor der städtischen Zivilisation“ interpretiert werden. Wichtige Elemente der Volkskunst sind unter anderem das Thema Flora und Fauna bzw. die Schönheit der Natur sowie der Bezug auf Folklore, vor allem auf die Folklore der Bojken und Huzulen.

## Architektur
Die Architektur der huzulischen Sezession ist vor allem durch das dekorative Element aus der Volkskunst gekennzeichnet, die zu einer „Wiederbelebung der Prinzipien des Kunsthandwerkes der Bauern“ beiträgt. Von der Volkskunst ist auch die Farb- und Dekorpalette abgeleitet, die sich aus der Verwendung von Metallen und Keramiken ergibt. Weitere Merkmale sind die großen und schrägen Dächern mit kunstvollen Konturen und die häufige Verwendung von Türmen, die den Glockentürmen der huzulischen Kirchen ähneln.
Zu den bekanntesten Vertretern der Architektur der huzulischen Sezession zählt vor allem Iwan Lewynskyj, der ein Büro mit mehreren anderen Architekten leitete, zu seinen Mitarbeitern gehörten Tadeusz Obmiński, Oleksandr Luschpynskyj und Lev Levynskyj.

## Bildende Kunst
Die bildende Kunst der huzulischen Sezession zeigt ähnlich wie auch die Architektur vor allem die Ornamentik der Volkskunst.
Die bekanntesten Vertreter der Malerei der huzulischen Sezession sind Modest Sossenko, Iwan Severyn, Kazimierz Sichulski, Olena Kultschyzka, Olena Nowakiwskyj und Petro Cholodnyj.
Zu den bekanntesten Bildhauern der huzulischen Sezession gehören Luna Dreksler, Wassyl Lysyk, Stanislaw Roman Lewandowski und Serhij Lytwynenko.

## Auswahl wichtiger Werke

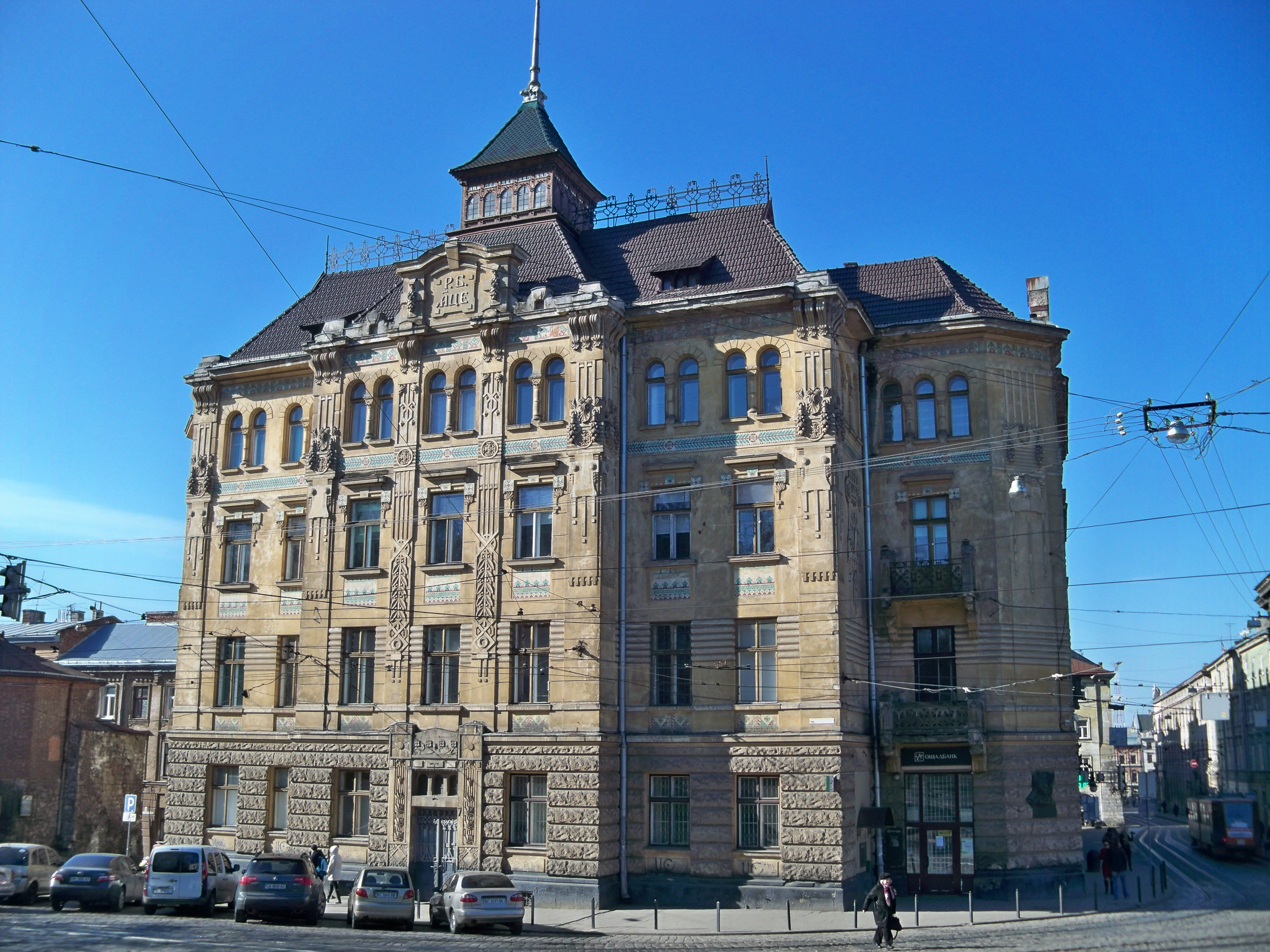
Städtisches Klinikum (ehemals Gebäude der Dnister-Versicherungsgesellschaft)

### Städtisches Klinikum
Das Städtische Klinikum in Lemberg stellt eines der anschaulichsten Beispiele der Architektur der huzulischen Sezession dar. Es wurde 1905 bis 1906 nach dem Entwurf der Architekten Iwan Lewynski und Tadeusz Obmiński gebaut und befindet sich an der Ecke der Straßen Ruska und Pidvalna.
Das vierstöckige Gebäude wurde in der zweiten Hälfte des 18. Jahrhunderts ursprünglich als Stadthaus errichtet. 1871 gehörte es dem jüdischen Kaufmann Ezriel Salamon Meller, der es als Wohnhaus nutzte und an verschiedene Mieter vergab. Anfang des 20. Jahrhunderts wurde das Gebäude von der Dnister-Versicherungsgesellschaft aufgekauft. Diese schrieb 1904 einen Architekturwettbewerb für den Bau eines neuen Büro- und Wohngebäudes aus. Der Entwurf von Lewynski und Obmiński sah den Abriss von drei Wohnhäusern vor, das Projekt wurde allerdings umgestaltet und der gesamte östliche Teil der Ruska-Straße ausgebaut. Dafür wurden alle Gebäude auf der Südseite abgerissen und an ihrer Stelle moderne Stadthäuser gebaut. Das Haus der Versicherungsgesellschaft wurde dabei im Stil der huzulischen Sezession errichtet.
Der Grundriss des Gebäudes ist komplex und asymmetrisch. Ursprünglich war geplant, einen Teil mit öffentlichen Funktionen und einen Teil mit Wohngebäuden auszustatten. Jeder Gebäudeteil erhielt dafür einen separaten Eingang. In der aktuellen Nutzung für das Städtische Klinikum sind die Gebäudeteile nicht mehr funktionell voneinander getrennt.
Die Fassade des Gebäudes erhielt von den Architekten eine reichhaltige Verzierung. Im Erdgeschoss ist die Fassade rustiziert. In den Fensterrahmungen befinden sich Zierleisten aus ornamentierten Keramikfliesen und Keramikflieseneinsätze. Die Kachelornamente sind in den typischen Farben der ukrainischen Volksstickerei gehalten: Weiß, Grün und Rot.
Die Innenräume wurden ebenfalls im Stil der huzulischen Sezession ausgestattet. In einigen Räumen finder sich auch derzeit noch eine authentische Innenausstattung mit keramischen Fliesenböden, Leisten an Wänden und Decken, Dekor der Pfeiler und Säulen oder das Geländer der Treppenhäuser.
Das Gebäude seit seiner Errichtung im Stil der huzulischen Sezession einen symbolischen Wert für die Stadt. In ihm befand sich das Zentrum der ukrainischen Kultur der Stadt und ein Treffpunkt für die ukrainische Gemeinschaft.

### Residenz der Diakone der Sankt-Georgs-Kathedrale
Die Residenz der Diakone der Sankt-Georgs-Kathedrale wurde 1904 errichtet und von Tadeusz Obmiński entworfen. Das Gebäude diente den Diakonen der nahegelegenen Kathedrale als Wohnsitz und war ursprünglich dreistöckig. Typische Elemente der huzulischen Sezession finden sich in den Verzierungen der Fassade, insbesondere unter den Fenstern und dem Dach, welche von der ukrainischen Stickerei inspiriert sind. Die Farben der dekorativen Fliesen sind braun, gelb, grün und weiß. Das Gebäude befindet sich nicht mehr in seinem ursprünglichen Zustand, allerdings sind noch einige originale Elemente vorhanden. 

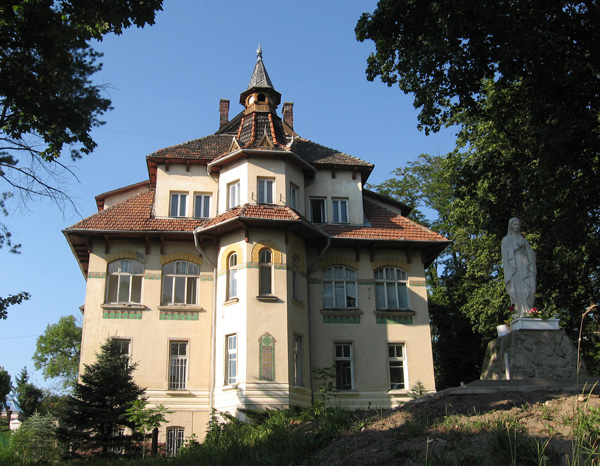
Solecki-Klinik

### Solecki-Klinik
Die Solecki-Klinik wurde 1908 errichtet und von Oleksandr Lushpynskyj entworfen. Bis zum Ersten Weltkrieg befand sich das Gebäude im Besitz von Kazimierz Solecki, von dem es seinen Namen hat. Es wurde als Sanatorium für das Rote Kreuz errichtet und ist stilistisch im Jugendstil gehalten. Es enthält aber auch Motive der huzulischen Sezession, darunter die komplexe Dachlösung und die Bänder und Platten aus bunten Majolikafliesen. Der Mittelteil ist von einem hölzernen Sonnenmotiv gekrönt, ein typisches Merkmal des Zakopane-Stils. Der Haupteingang ist dem europäischen Jugendstil zuzuordnen.

### Studentenwohnheim des Akademischen Hauses
Das Studentenwohnheim des Akademischen Hauses wurde 1906 fertiggestellt. Es ist ein gemeinsames Projekt mehrerer Architekten aus dem Büro von Lewynski. In seiner Stilistik verbindet es die Ornamentik der huzulischen Sezession mit den Grundelementen des Zakopane-Stils. Es dient als akademisches Zentrum für die Studenten von Lemberg.

### Residenz des Nationalen Hausinstituts
Die Residenz des Nationalen Hausinstituts wurde 1907 als gemeinsames Projekt des Architekturbüros von Lewynski errichtet. Es diente als Schlafsaal für junge Männer des Nationalen Hausinstituts und konnte mehr als 200 Studenten beherbergen.